# Podjunsko narečje
Podjunsko narečje ( podjunščina) je narečje slovenskega jezika, ki spada v koroško narečno skupino. V glavnem se govori na področju Podjunske doline v Avstriji, kakor tudi na slovenski strani meje, na Strojni in v Libeličah. Govorno področje podjunskega narečja se razteza jugozahodno od Djekš do Velikovca in  Dobrle vasi, vzhodno od Žitare vasi in severno od področja obirskega narečja. Glavne naselbine v območju podjunskega narečja so Grebinj, Sinča vas, Globasnica, Pliberk in Labot.